# Opogona euchaetes
Opogona euchaetes är en fjärilsart som beskrevs av Bradley 1956. Opogona euchaetes ingår i släktet Opogona och familjen äkta malar. Inga underarter finns listade i Catalogue of Life.